# 안쪽넓은근
안쪽넓은근(vastus medialis, vastus internus, teardrop muscle) 또는 내측광근(內側廣筋)은 넓적다리의 앞안쪽에 위치한 근육으로 무릎관절을 펴는 역할을 한다. 넙다리네갈래근 중 하나이다.

## 구조
안쪽넓은근은 넓적다리앞칸에 위치한 근육으로 넙다리네갈래근을 구성하는 네 가지 근육 중 하나이다. 나머지 넙다리네갈래근은 가쪽넓은근, 중간넓은근, 넙다리곧은근이다. 세 개의 넓은근 중 가장 안쪽에 위치한다. 안쪽넓은근은 넙다리뼈 전체의 안쪽에서 일어나고, 다른 넙다리네갈래근과 함께 넙다리네갈래근힘줄에 붙는다.
안쪽넓은근의 이는곳은 넙다리뼈의 연속된 선으로 존재한다. 이 선은 넙다리뼈의 돌기사이능선의 앞안쪽에서 시작하여 두덩근선을 따라 뒤아래쪽으로 계속된다. 그 후에는 이는곳이 거친선의 안쪽선과 안쪽관절융기위능선까지 존재한다. 근섬유는 넙다리네갈래근힘줄의 안쪽 부분으로 합쳐져 무릎뼈의 안쪽 경계에 닿는다.
'Obliquus genus'는 안쪽넓은근의 가장 먼쪽 부분이다.

## 기능
안쪽넓은근은 넓적다리앞칸에 위치하는 네 근육 중 하나로서, 다른 넙다리네갈래근과 함께 무릎관절을 펴는 역할을 한다. 또한 무릎뼈가 바른 위치를 유지하는 데에도 도움을 준다. 안쪽넓은근이 약해지면 무릎뼈의 활주이상(maltracking)이 발생하여 무릎넙다리 통증 증후군으로 이어질 수 있다.
안쪽넓은근을 두 부분으로 나누는 가설이 세워지기도 하였다. 더 길고 방향이 똑바른 부분을 긴안쪽넓은근(vastus medialis longus)으로, 짧고 방향이 비스듬한 부분을 빗안쪽넓은근(vastus medialis obliquus)이라고 한다. 그러나 이 가설을 완전히 확증하거나 반증할 근거는 아직 불충분하다.

## 임상적 중요성

### 무릎 통증
무릎 통증은 주로 넙다리네갈래근(특히 빗안쪽넓은근)이 특히 약해지거나 피로해지는 상태와 관련되어 나타난다고 생각된다. 근육의 피로는 근섬유 내에 대사산물이 축적되거나, 운동겉질에서 부적절한 운동 명령이 나오는 등 여러 서로 다른 기전들에 의해 발생할 수 있다는 것이 알려져 있다. 닿는곳의 각도와 같은 안쪽넓은근의 특징이 무릎관절의 통증(무릎넙다리 통증 증후군 등)과 연관되어 있다.  그러나 무릎넙다리 통증 증후군은 복잡한 증후군이며, 인과관계를 확정할 만한 근거는 아직 나온 바가 없다.
빗안쪽넓은근에 신호가 잘못 발화되거나 피로가 쌓이면 무릎뼈의 활주이상이 생기며 주변의 구조물이 손상되고, 무릎에 더 많은 힘이 걸리게 된다. 이때 종종 무릎넙다리 통증 증후군, 앞십자인대 파열, 연골연화증, 힘줄염 등의 손상으로 이어진다. 근전도를 사용하면 연구자들은 빗안쪽넓은근에서 만드는 전기적 활동을 평가하고 기록할 수 있다. 이를 이용해 근육의 생물역학을 분석하고 어떤 기형, 위축, 피로가 존재하는지 발견할 수 있다. 근전도를 통해 빗안쪽넓은근의 활동을 분석하면 적절한 재활 계획과 목표를 수립할 수 있으며, 이를 통해 이미 생긴 기형을 교정하는 것뿐만 아니라 (조기에 검사할 경우) 부상을 예방할 수도 있다. 부상을 예방하는 것에 더해 밖굽이 붕괴(valgus collapse)를 일으키는 힘이 걸리지 않는 적절한 훈련 기술을 가르쳐주는 것도 중요하다. 그렇지 않으면 다른 무릎의 구조물에 계획하지 못한 부하가 걸리며 비대칭이 생기고 부상이 일어나기 쉬워질 수 있다.

## 추가 이미지

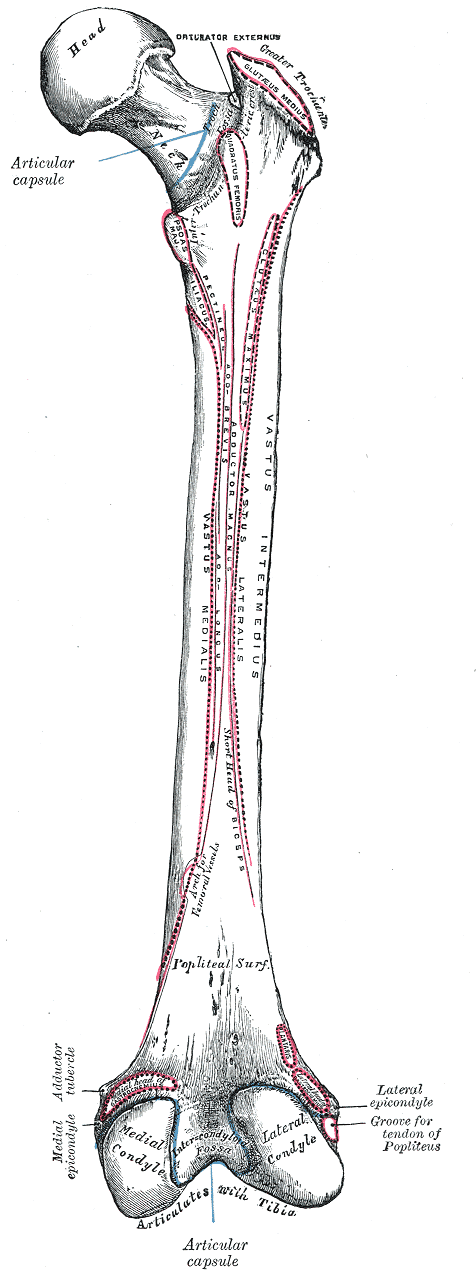
오른쪽 넙다리뼈 뒷면
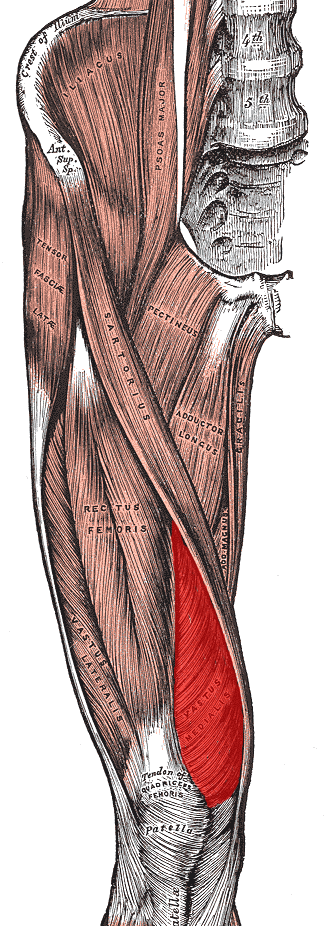
볼기와 넓적다리 앞쪽의 근육
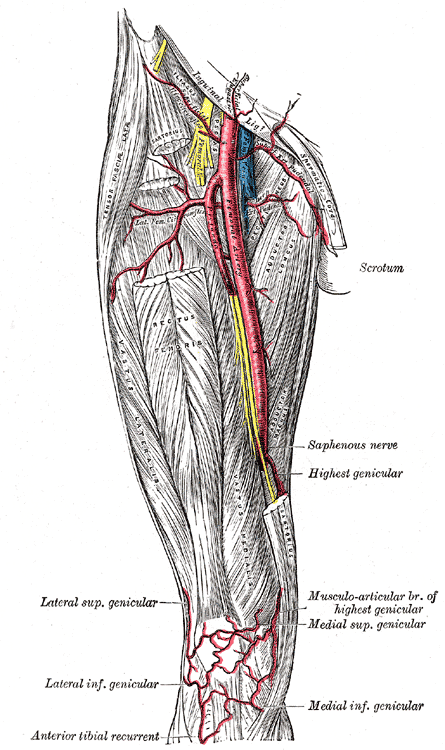
넙다리동맥
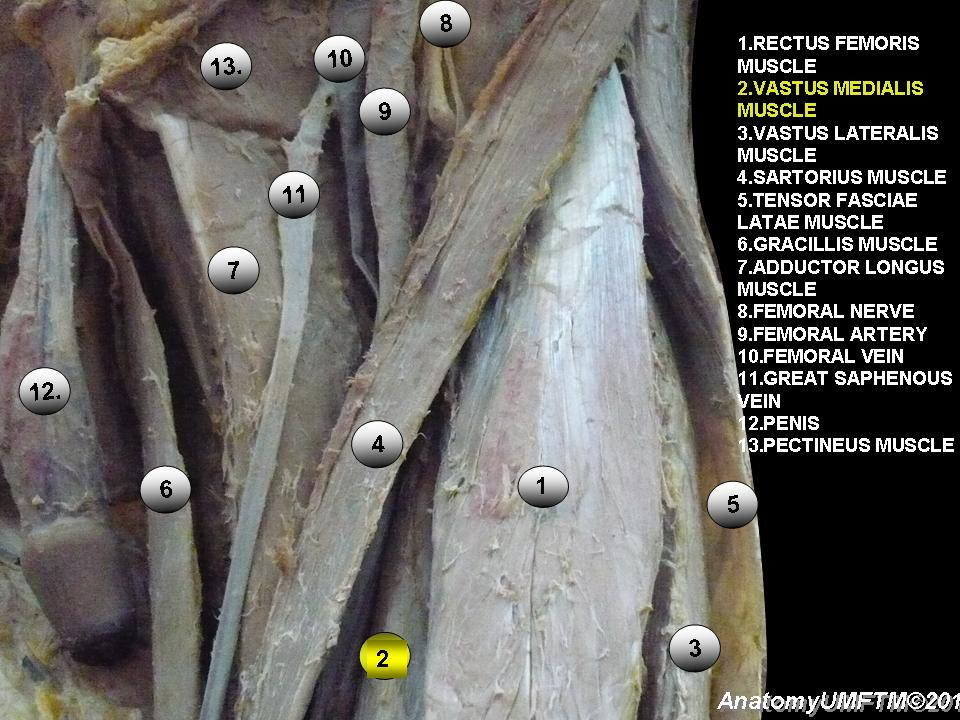
안쪽넓은근
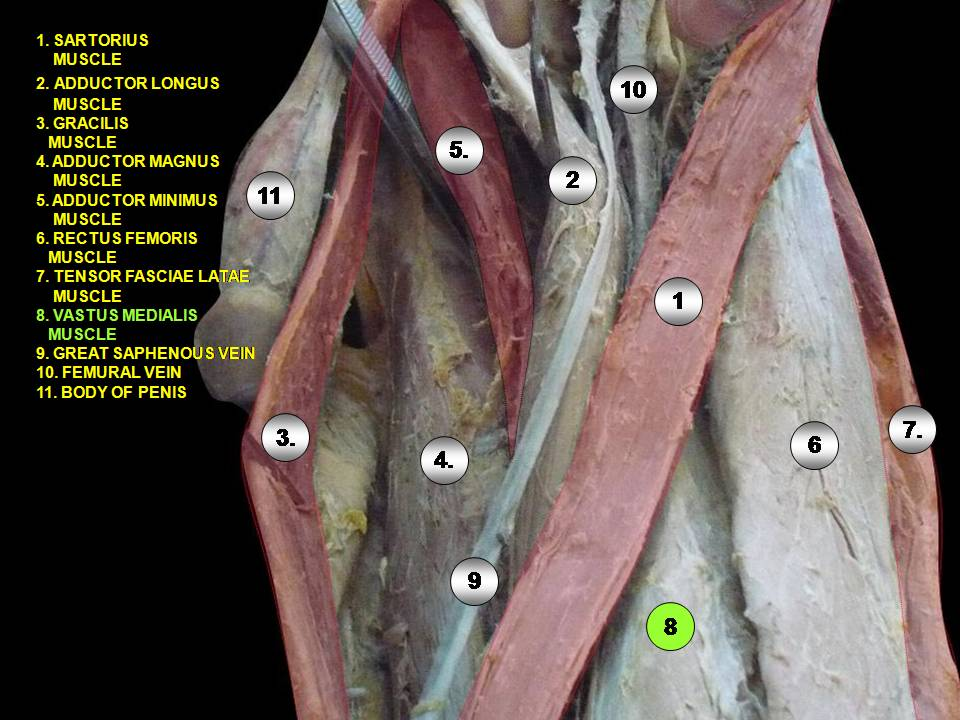
안쪽넓은근
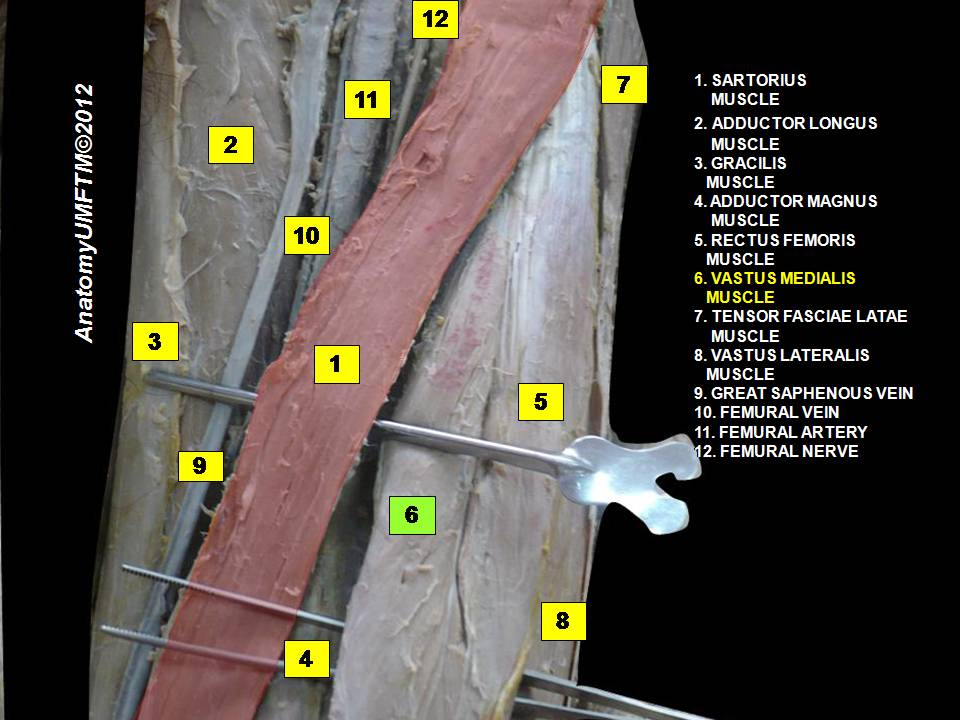
안쪽넓은근
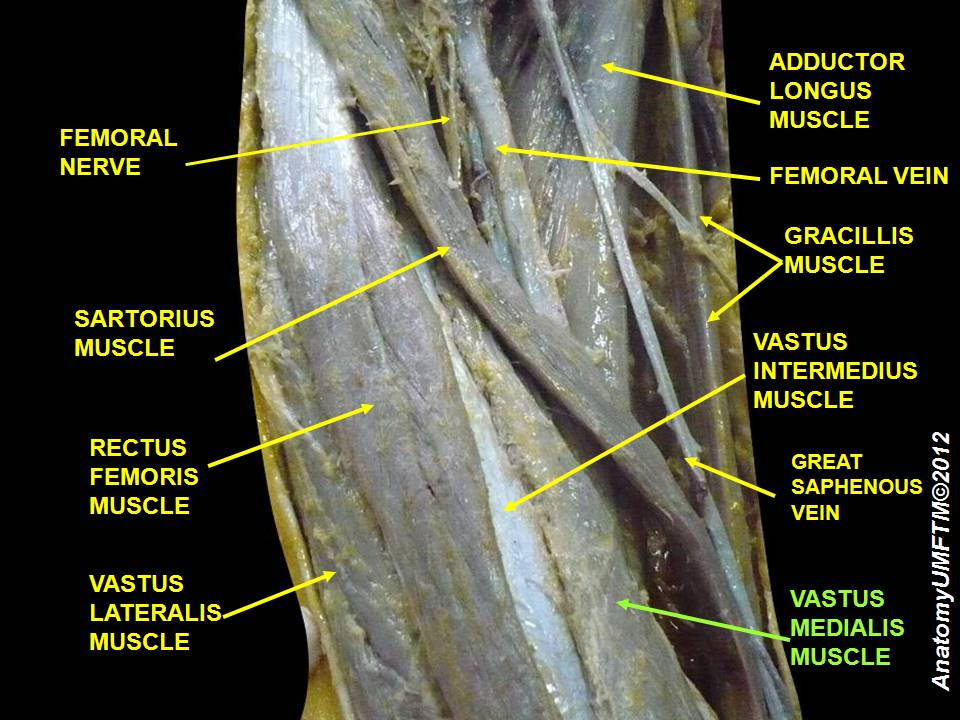
안쪽넓은근
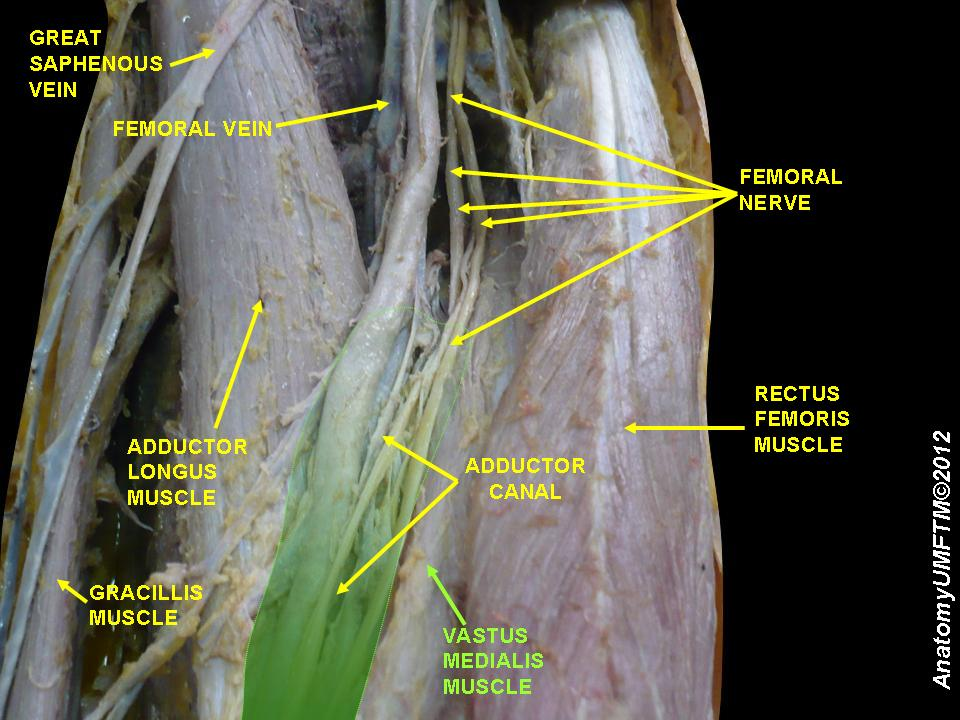
안쪽넓은근
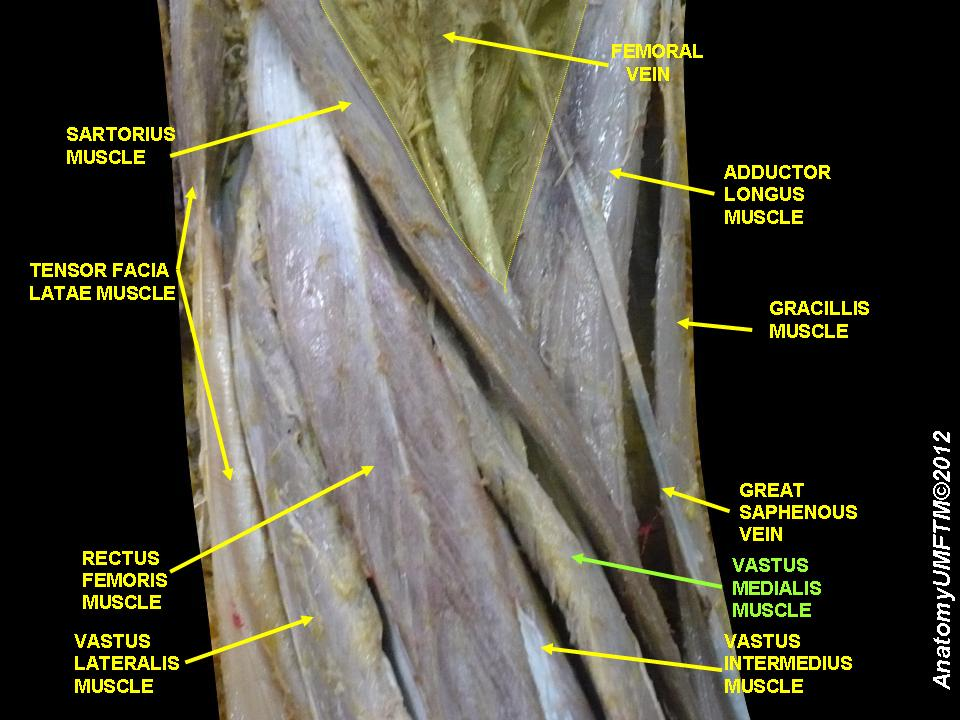
안쪽넓은근
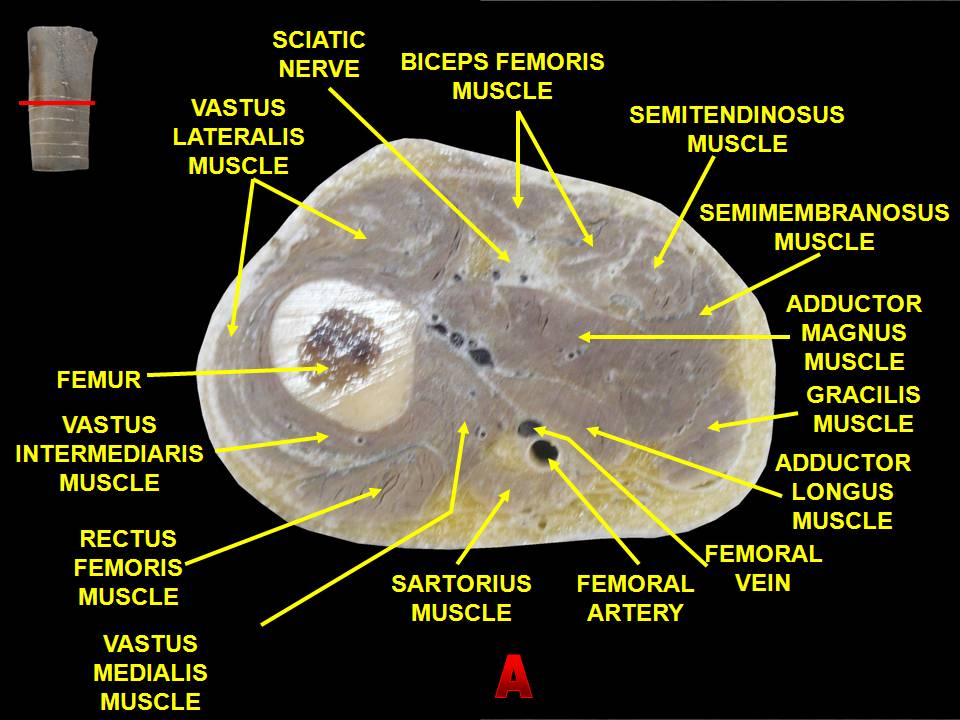
넓적다리 근육의 단면

## 참고 문헌
이 문서는 현재 퍼블릭 도메인에 속하는 그레이 해부학 제20판(1918) page 471의 내용을 기초로 작성된 글이 포함되어 있습니다.
1. 1 2 3 4  Drake, Richard L.; Vogl, Wayne; Tibbitts, Adam W.M. Mitchell; illustrations by Richard; Richardson, Paul (2005). 《Gray's anatomy for students》. Philadelphia: Elsevier/Churchill Livingstone. 518–519쪽. ISBN 978-0-8089-2306-0.
2. ↑  Sheehan, FT; Borotikar, BS; Behnam, AJ; Alter, KE (2012). “Alterations in in vivo knee joint kinematics following a femoral nerve branch block of the vastus medialis: Implications for patellofemoral pain syndrome”. 《Clinical Biomechanics》 27 (6): 525–31. doi:10.1016/j.clinbiomech.2011.12.012. PMC 3328589. PMID 22244738.
3. ↑  Smith, TO; Nichols, R; Harle, D; Donell, ST (2009). “Do the vastus medialis obliquus and vastus medialis longus really exist? A systematic review”. 《Clinical Anatomy》 22 (2): 183–99. doi:10.1002/ca.20737. PMID 19090000. S2CID 5192483.
4. ↑  Enoka, RM; Duchateau, J (2008). “Muscle fatigue: what, why, and how it influences muscle function”. 《The Journal of Physiology》 586 (1): 11–23. doi:10.1113/jphysiol.2007.139477. PMC 2375565. PMID 17702815.
5. ↑  Jan, MH; Lin, DH; Lin, JJ; Lin, CH; Cheng, CK; Lin, YF (2009). “Differences in sonographic characteristics of the vastus medialis obliquus between patients with patellofemoral pain syndrome and healthy adults”. 《The American Journal of Sports Medicine》 37 (9): 1743–9. doi:10.1177/0363546509333483. PMID 19521000. S2CID 25690317.
6. ↑  Lefebvre, R; Leroux, A; Poumarat, G; Galtier, B; Guillot, M; Vanneuville, G; Boucher, JP (2006). “Vastus medialis: anatomical and functional considerations and implications based upon human and cadaveric studies”. 《Journal of Manipulative and Physiological Therapeutics》 29 (2): 139–144. doi:10.1016/j.jmpt.2005.12.006. PMID 16461173.